# Алессіо Діонізі
Алессіо Діонізі (італ. Alessio Dionisi, нар. 1 квітня 1980, Аббадія-Сан-Сальваторе) — італійський футболіст і тренер.

## Ігрова кар'єра
Народився 1 квітня 1980 року в Аббадія-Сан-Сальваторе.
У дорослому футболі дебютував 1999 року виступами за нижчолігову команду «Вогера». В подальшому встиг змінити низку команд, які, утім, представляли здебільшого четвертий та п'ятий дивізіони чемпіонату Італії.
Завершував ігрову кар'єру виступами за «Ольджинатезе» у 2014 році.

## Кар'єра тренера
Розпочав тренерську кар'єру як головний тренер «Ольджинатезе», останньої команди своєї ігрової кар'єри, що змагался в Серії D. Згодом на тому ж рівні тренував «Боргозезію» та «Фіоренцуолу», а в сезоні 2018/19 тренував представника Серії C «Імолезе».
2019 року молодого тренера на свій тренерський місток запросила друголігова «Венеція», звідки вже за рік він перейшов до «Емполі». Під керівництвом Діонізі «Емполі» впевнено виграв змагання у Серії B, а самого наставника було визнано найкращим тренером другого італійського дивізіону.
Сезон 2021/22 «Емполі» починав в найвишому дивізіоні, утім вже без Діонізі, який на той час очолив команду «Сассуоло», стабільного середняка Серії A, з яким пропрацював до 2025 року.
У сезоні 2024/25 тренував друголіговий «Палермо».

## Титули і досягнення
- Переможець Серії B

«Емполі»: 2020-2021
- Срібна лава (найкращий тренер Серії B):

2020-2021